# Bernhard Köthenbürger
Bernhard Köthenbürger (* 28. November 1870 in Haaren; † nach 1933) war ein deutscher Unternehmer und Politiker (Zentrum).

## Leben
Nach dem Volksschulabschluss und dem Besuch von Privatschulen erlernte Köthenbürger das Maurer- und Zimmerhandwerk. Er absolvierte von 1889 bis 1892 Baufachstudien am Polytechnikum Strelitz und war von 1892 bis 1898 als Bauführer an privaten und staatlichen Bauten sowie in der elterlichen Firma tätig. 1898 gründete er eine eigene Baufirma in Paderborn. Später wurde er Baumeister und Vorsitzender des Paderborner Handwerksamtes.
Köthenbürger trat in die Zentrumspartei ein. Er war unbesoldeter Beigeordneter der Stadt Paderborn und Kreistagsmitglied des Kreises Paderborn. 1921 wurde er als Abgeordneter in den Preußischen Landtag gewählt, dem er bis 1933 angehörte.

## Ehrungen
- Bernhard-Köthenbürger-Straße in Paderborn